# غلام مرتضی خان
غلام مرتضی خان (۱۷۶۰–۱۸۴۰) نقاش عصر گورکانیان هند، در قرن نوزدهم میلادی بود که اهل دهلی است. او در زمان امپراتور ماقبل آخر مغول، اکبر شاه دوم، کار می‌کرد. او زیر نظر افسران بریتانیایی، اسکینر و ویلیام فریزر کار می‌کرد. سبک نقاشی او به سبک کمپانی معروف بود.

## زندگی‌نامه
غلام مرتضی خان پرتره‌هایی از خانواده امپراتوری انجام داد و پس از تصرف دهلی در سال ۱۸۰۳ توسط بریتانیایی‌ها نیز به همکاری با آنان مشغول شد. برادرزاده او نقاش ماهر مغول، غلامعلی خان بود که روی آلبوم کلاسیک فریزر کار می‌کرد.

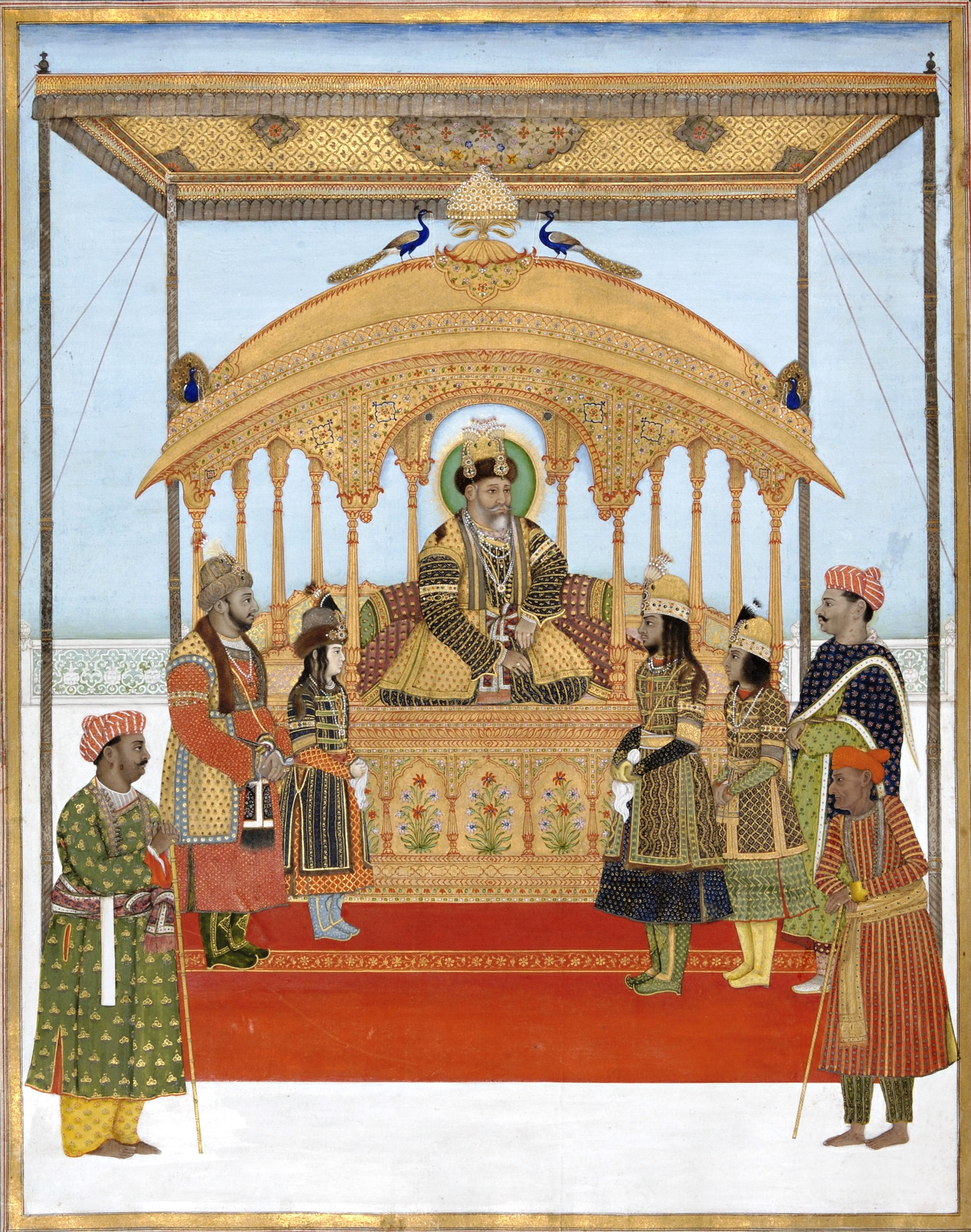
دربار دهلی اثر غلام مرتضی خان

او سبک معمولی گورکانی خود، سبک پالایش شده قرن هفدهم را تغییر نداد. سبک او طبیعت‌گرایی مهار شده‌ای مانند رسمی بودن ترکیب‌بندی‌ها در زمان امپراتور شاه جهان را نشان می‌دهد.